# Mildwater Peak
Mildwater Peak är en bergstopp i Antarktis. Den ligger i Västantarktis. Argentina, Chile och Storbritannien gör anspråk på området. Toppen på Mildwater Peak är 477 meter över havet. Mildwater Peak ingår i Princess Royal Range.
Terrängen runt Mildwater Peak är huvudsakligen kuperad. Trakten är glest befolkad. Närmaste befolkade plats är Rothera Research Station, 13,5 kilometer söder om Mildwater Peak. 